# Hatazō Adachi
Hatazō Adachi (安達 二十三 Adachi Hatazō?,  Prefectura de Ishikawa el 17 de junio de 1890 –  Rabaul, archipiélago de Bismark el 10 de setiembre de 1947), fue un general del Ejército Imperial Japonés durante la Segunda Guerra Mundial. Es más conocido por su participación en la Campaña de Nueva Guinea.

## Biografía

### Educación
Adachi nació en una empobrecida familia samurái en la Prefectura de Ishikawa en 1890 (el 23.o año del reinado del Emperador Meiji, razón por la cual su padre eligió el símbolo kanji del número "23" para representar su nombre, "Hatazō"). Al ser muy pobres como para poder pagar por las escuelas militares preparatorias necesarias para una carrera en la Armada Imperial Japonesa, Adachi se enlistó en la ferozmente competitiva Academia de Cadetes de Tokio, la cual le permitió ingresar en la Academia del Ejército Imperial Japonés, de la cual se graduó de la 22.a clase en 1910.
Adachi fue parte de la 1.a División de Guardias Imperiales, y luego se graduó con la 34.a clase de la Universidad de Guerra del Ejército en 1922. A diferencia de muchos oficiales del ejército en esa época, Adachi evitó involucrarse con las facciones políticas que plagaron al Ejército Japonés en los años 1930. Luego de haber ocupado varios cargos administrativos en el Ejército Imperial Japonés, Adachi fue asignado a la unidad de Guardia de Ferrocarril del Ejército de Kwangtung, responsable por la seguridad del Ferrocarril del Sur de Manchuria en 1933.

## Carrera militar

### Segunda guerra sino-japonesa
Adachi fue promovido a coronel en 1934, y se el entregó el mando del 12.o Regimiento de Infantería del Ejército Imperial Japonés en 1936. Durante la Batalla de Shanghái de julio de 1937, Adachi también ganó una reputación de liderar a sus tropas desde el frente, donde la lucha era más fuerte. Fue herido con una descarga de artillería en septiembre, la cual le causó daño permanente a su pierna derecha.
Fue promovido al rango de General de brigada en 1938, y promovido a comandante de la 26.a Brigada de Infantería del EIJ. Adachi tenía la reputación de ser un "general de los soldados", compartiendo las miserables condiciones de vida de sus tropas y abierto a discusiones con sus oficiales y personal.
Luego de ser promovido a General de división en agosto de 1940, fue el comandante de la 37.ª División del EIJ en la Batalla de Jinnan. En 1940 se convirtió en jefe de Estado Mayor del Ejército del Área del Norte de China entre 1941 y 1942, cuando su táctica de tierra quemada contra las fuerzas chinas llegó a su punto máximo.

### Guerra del Pacífico
El 9 de noviembre de 1942 Adachi fue designado como comandante en jefe del recientemente formado 18.º Ejército en Rabaul y en la costa norte de Nueva Guinea, ocupando el cargo hasta 1945. El 18.º Ejército contenía a las Divisiones 20.ª y 4.ª del EIJ, ambas de las cuales llegaron a su destino sanas y salvas. Sin embargo, la 51.ª División del EIJ, la que incluía a Adachi y a sus oficiales de mayor rango, fue atacada por aire por los aliados cuando se encontraba en camino a Lae desde Rabaul en la Batalla del Mar de Bismarck. Ocho transportes y cuatro destructores fueron hundidos con una pérdida de 3.664 hombres, y sólo 2.427 soldados de la división fueron rescatados.
Con la derrota de la Armada Imperial Japonesa en la Campaña de las Islas Salomón, y los desembarcos de fuerzas estadounidenses lideradas por Douglas MacArthur en Aitape y Hollandia entre el 22 y el 27 de abril dE 1944, las fuerzas de Adachi quedaron aisladas. Sus hombres, las cuales estaban sufriendo de malaria, insolación y malnutrición se volvieron inefectivas para el resto de la guerra, pese a los esfuerzos de Adachi para tratar de alcanzar un cierto nivel de autosuficiencia al plantar sus propios cultivos y darle prioridad a los enfermos en la repartición de alimentos. A medida que se quedaban sin municiones, muchos de los comandantes de Adachi optaron por utilizar cargas banzai contra las cabezas de playa en Aitape en lugar de rendirse. Para el final de la guerra en septiembre de 1945, la mayoría de sus fuerzas habían sido aniquiladas. De los 140.000 hombres con los que contaba Adachi desde un principio, apenas 13.000 seguían con vida cuando terminó la guerra. Finalmente se rindió ante la 6.ª División de Australia en Wewak, Nueva Guinea.

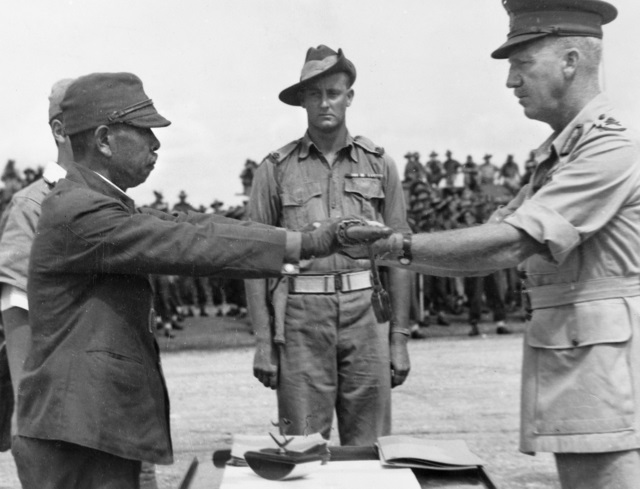
El Mayor General Horace Robertson (derecha) acepta la espada del Teniente General Hatazō Adachi (izquierd) junto al Mayor Douglas Burrows MBE (centro)

### Posguerra

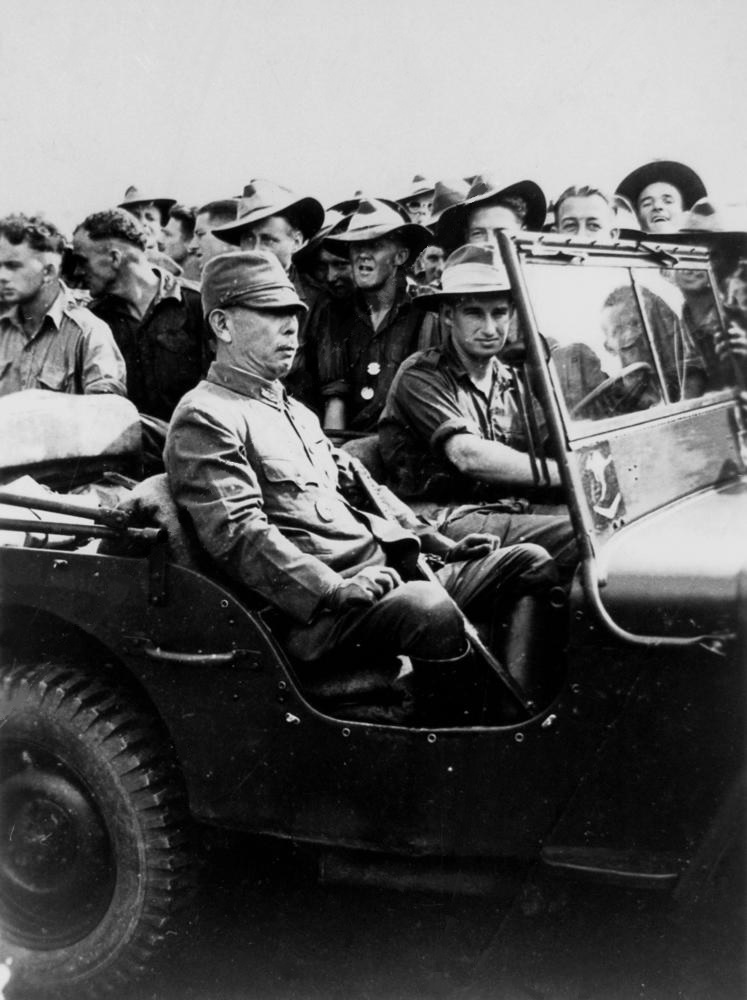
Adachi en camino a rendirse.

Al final de la guerra Adachi fue puesto bajo custodia del gobierno de Australia y acusado de crímenes de guerra en conexión con el maltrato y ejecuciones sumarias de prisioneros de guerra. Aunque no estuvo involucrado personalmente en ninguna de las atrocidades mencionadas, Adachi insistió en absorber su responsabilidad de mando por las acciones de sus subordinados durante el tribunal militar. Finalmente fue sentenciado a cadena perpetua. El 10 de septiembre de 1947 se suicidó en su camarote en el complejo de prisioneros en Rabaul, luego de haber escrito varias cartas.
En una de esas cartas, dirigida a los oficiales y hombres del XVIII Ejército que en ese entonces estaban en el complejo, dijo:

"Sentí que fue un gran honor el haber sido asignado como Comandante en Jefe en noviembre de 1942, en un momento cuando el conflicto aún estaba por decidirse, y fui enviado a un lugar estratégico para poder asegurar de que el curso de la guerra cambie a nuestro favor. Estuve agradecido por el nombramiento. Sin embargo, pese a que mis oficiales y mis hombres hicieron lo mejor que pudieron dadas las excepcionales circunstancias, superando todas las dificultades, y que mis superiores me proporcionaron la asistencia más completa posible, el fin que estabamos buscando no fue alcanzado debido a mi incapacidad. Así fue que allané el camino por el cual mi país llegó al aprieto en el que se encuentra actualmente. Este crimen merece la muerte. Cuando pienso en ello, no se que disculpas ofrecer a Su Majestad el Emperador y siento que me abruma la vergüenza... Exigí de mis oficiales y mis hombres una perseverancia que excede por mucho los límites de un hombre, siendo que estaban exhaustos y escúalidos luego de las sucesivas campañas y la falta de suministros. No obstante, mis oficiales y mis hombres siguieron mis órdenes en silencio y sin queja alguna, y, cuando quedaron exhaustos, sucumibieron ante la muerte como flores que caen en el viento. Solo Dios sabe como me sentí cuando les vi morir, mi pecho se llenó de lástima por ellos, aunque fue solo a su país que dedicaron sus vidas. En ese momento tomé la decisión de no volver a poner un pie en mi país y no ser más que un terrón en los Mares del Sur con los 100.000 oficiales y hombres, incluso si llegase el día en el que pudiera regresar a mi país en forma triunfante."